# 沃尔富特
沃尔富特是奥地利福拉尔贝格州布雷根茨县的一个市镇。总面积10平方公里，总人口7983人，人口密度798.3人/平方公里（2005年）。